# Claire Keim
Claire Keim (nascuda Claire Lefebvre a Senlis, 8 de juliol de 1975) és una actriu i cantant francesa.

## Biografia

### Infància i formació
El seu pare i la seva mare són respectivament arquitecte i dentista. Va seguir el Cours Florent del 1990 al 1991 i després, del 1992 al 1993, el curs de art dramàtic amb Dominique Minot.

### Carrera
Per emprendre la seva professió d'actriu i cantant, Claire pren el nom de la seva mare (Keim) en lloc del del seu pare (Lefebvre). Fa una carrera en música, teatre, cinema, sèries de televisió i, més recentment, com a animadora.
El seu àlbum, titulat Où il pleuvra, del qual el senzill Ça dépende n'és el primer extret, es va publicar el 10 de gener de 2011. L' octubre de 2013, va col·laborar amb la cantant Aldebert en el seu títol Les Amoureux en l'àlbum Enfantillages 2.
Durant la tardor del 2019, va fer broma a Twitter agafant cançons dels anys 80/90 amb el hashtag "#chansonpourlesieuvs" i va aconseguir un èxit inesperat.

### A la cançó
- 1990-1992 : Piano Bar

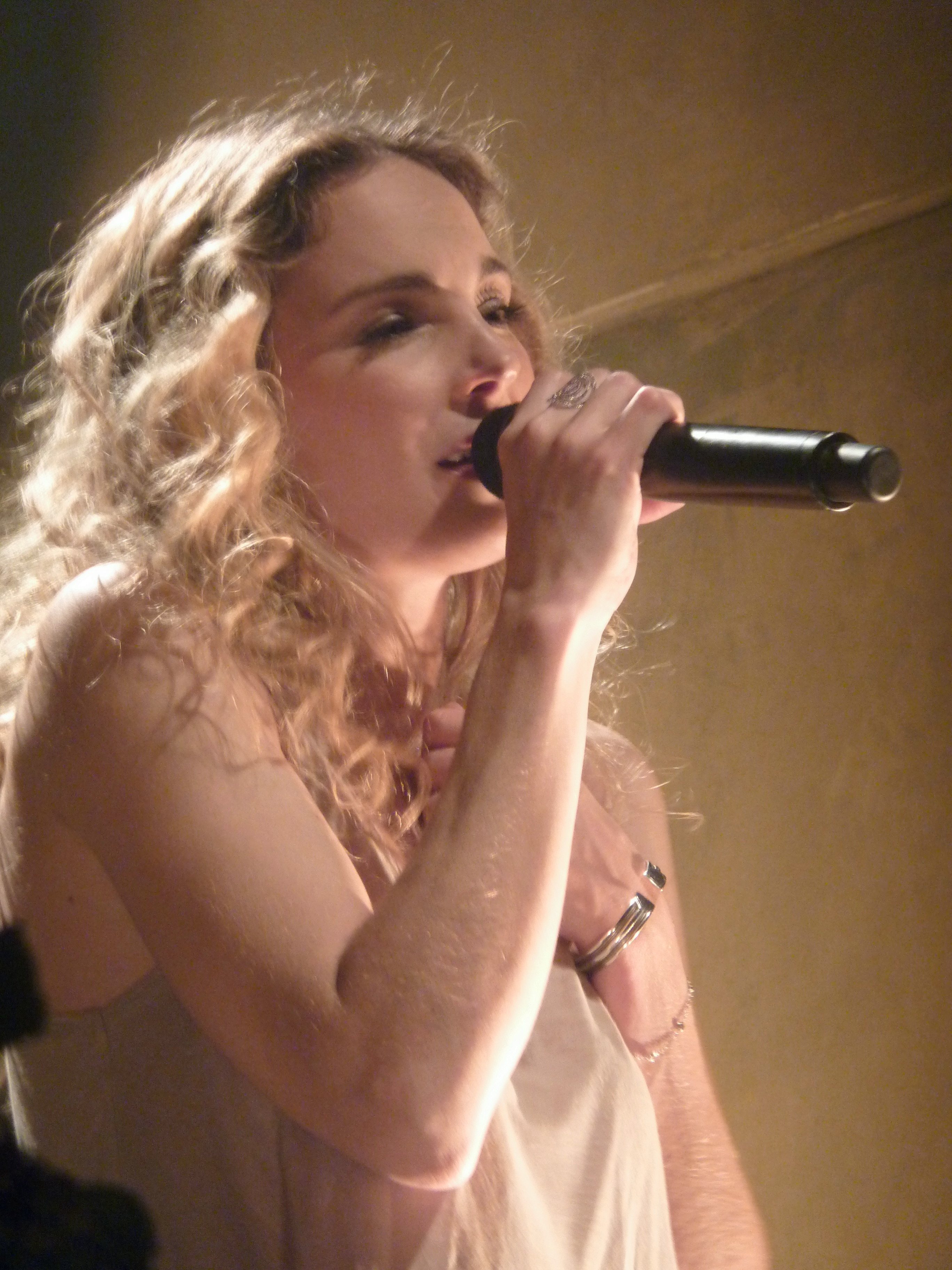
Claire Keim el maig de 2011 en la promoció del seu àlbum Où il pleuvra.

- 1994 : les cançons En rêvant i Je ne peux pas lui en voloir de la saga d'estiu, Les Yeux d'Hélène
- 2001 : cantautora del grup Ouakam - concert al maig a La Cigale
- 2001 : Je ne veux qu'elle, en duet amb Marc Lavoine
- 2002 : Participació en un àlbum de Les Nubians
- 2005 : Participació a Enfoirés, Le Train des Enfoirés
- 2006 : Participació a l'Enfoirés, Le Village des Enfoirés
- 2007 : Primer concert al festival de curtmetratges de Draguignan
- 2007 : Participació a l'Enfoirés, La caravane des Enfoirés
- 2008 : N'oublez pas les paroles! l'1 de gener
- 2008 : Participació a l'Enfoirés, Les Secrets des Enfoirés
- 2009 : Participació als Enfoirés, Les Enfoirés font leur cinéma
- 2010 : Participació a Enfoirés, Les Enfoirés ... la Crise de nerfs
- 2010 : You've Got a Friend en duet amb Patrick Bruel durant el concert per Haití
- 2010 : Téléthon
- 2011 : Alliberament del seu primer àlbum Où il pleuvra amb el senzill Ça dépend el 10 de gener
- 2011 : Participació a l'Enfoirés, Dans l'œil des Enfoirés
- 2011 : N'obliez pas les paroles! des del dissabte 12 de febrer amb Antoine Duléry
- 2011 : Taratata "dia internacional de la dona" 8 de març
- 2011 : The Johnny Show el dissabte 26 de març
- 2011 : Les Années bonheur el dissabte 26 de març
- 2011 : Les grandes voix canten per Sidaction el 2 d'abril
- 2011 : concerts en solitari al Théâtre des Champs-Élysées els dies 2 i 9 de maig
- 2011 : Taratata " música de festa especial" a la Place des Palais de Brussel·les, el 21 de juny
- 2011 : Gira a l'octubre, novembre i desembre
- 2012 : Publicació del disc La Bande des mots el 6 de febrer
- 2012 : Participació a l'Enfoirés, Le Bal des Enfoirés
- 2013 : Participació a Enfoirés, La Boïte à musique des Enfoirés
- 2013 : Participació a l'àlbum d' Aldebert Enfantillages 2 (cançó Les Amoureux)
- 2014 : Participació a l'Enfoirés, Bon anniversaire les Enfoirés
- 2014 : Participació en l'àlbum Kiss and Love (Sidaction)
- 2014 : Participació al programa Alors on chante !
- 2014 : Participació al programa Les Enfoirés en choir
- 2015 : Mostra Hier encore
- 2015 : Participació a Enfoirés, Sur la route des Enfoirés
- 2015 : N'oubliez pas les paroles del 9 de maig amb Alix Poisson
- 2015 : Represa de Ti tengu cara, en duet amb Jean-Pierre Marcellesi al disc Corsu Mezu Mezu
- 2016 : Participació a l'Enfoirés, Au rendez-vous des Enfoirés
- 2016 : N'oblidez pas les paroles el 17 de setembre “100 % tubes"
- 2017 : Participació a Enfoirés, Mission Enfoirés
- 2018 : Participació a Enfoirés, Les Enfoirés 2018: Musique!
- 2019 : Participació a Enfoirés, Le Monde des Enfoirés
- 2020 : Participació a Enfoirés, Le Pari(s) des Enfoirés

### Al teatre
- 1992 : Paul et Virginie, musical de Jean-Jacques Debout, Théâtre de Paris : Virginie
- 1995 : L'importance d'être Constant d'Oscar Wilde, dirigida per Jérôme Savary, Théâtre national de Chaillot
- 1997 : Le Libertin d'Éric-Emmanuel Schmitt, dirigida per Bernard Murat, Théâtre Montparnasse
- 2008 : Dïner entre amis de Donald Margulies, dirigida per Michel Fagadau, Comédie des Champs-Élysées
- 2013 - 2014: The Guitrys de Éric-Emmanuel Schmitt, dirigida per Steve Suissa, Théâtre Rive Gauche, després gira 2014-2015
- 2017 - 2018 : La Garçonnière de Billy Wilder i I. A. L. Diamond, dirigida per José Paul, Théâtre de Paris

## Vida personal
Va compartir la vida de l'actor Frédéric Diefenthal.
Des del juliol del 2006, Claire Keim comparteix la seva vida amb l'exfutbolista de l'Athletic Club, el Bayern de Múnic i la selecció francesa Bixente Lizarazu. Van tenir junts una filla anomenada Uhaina (onada de mar en basc) nascuda el 23 d'agost de 2008.

## Compromisos
El 2004 es va convertir en patrocinadora de la Fundació Nicolas-Hulot i el 2006 la de SOS Grand Blanc per a la protecció del tauró blanc. Claire Keim és també padrina de l' Associació Europea contra la Leucodistròfia (ELA). El 2011, va donar suport públicament al cap dels nadius americans Raoni Metuktire en la seva lluita contra la presa de Belo Monte, al Brasil.
El 2018, va donar suport al col·lectiu europeu Pacte Finance Climat, destinat a promoure un tractat europeu a favor del finançament a llarg termini de la transició energètica i ambiental per lluitar contra l'escalfament global.
Participa a Les Enfoirés des del 2005.

## Filmografia

### Cinema
- 1994 : Bout d'essai de Frédéric Darie (curtmetratge)
- 1994 : Torre Eiffel de Veit Helmer : Une prostituée (curtmetratge)
- 1995 : Au petit Marguery de Laurent Bénégui : Mylène
- 1996 : La Belle Verte de Coline Serreau : Sonia
- 1996 : El sexe és el més important a la vida?[6] (Oui) d' Alexandre Jardin : Marie
- 1997 : J'irai au paradis car l'enfer est ici de Xavier Durringer : Claire
- 1997 : Barracuda de Philippe Haïm : Margot .
- 1998 : Donne in bianco de Tonino Pulci.
- 1999 : Matrimoni de Cristina Comencini: Catherine
- 2000 : The Girl de Sande Zeig : la noia
- 2000 : Le Sens des affaires de Guy-Philippe Bertin : Laetitia Zoët
- 2000 : Le roi danse de Gérard Corbiau: Julie
- 2001 : Le Roman de Lulu de Pierre-Olivier Scotto: Lulu
- 2001 : Ripper de John Eyres : Chantal Étienne
- 2002 : Féroce de Gilles de Maistre : Lucie
- 2003 : En territoire indien de Lionel Epp : Gladys
- 2003 : Good dog d' Antoine Raimbault (curtmetratge)
- 2003 : Calypso is like so de Bruno Collet : Veu de la periodista (curtmetratge)
- 2014 : Respire de Mélanie Laurent: la tia de Charlie
- 2015 : Arrête ton cinéma! de Diane Kurys : Julie
- 2016 : Nés en Chine per Lu Chuan: la narradora

### Televisió
- 1993 : Highlander, episodi Le Vampire dirigit per Dennis Berry : la criada
- 1994 : Les Yeux d'Hélène, minisèrie dirigida per Jean Sagols : Cornelia Volvani
- 1994 : Florence Larrieu: Le juge est une femme, episodi Dance avec la mort dirigit per Claude Grinberg : Pauline Vivien
- 1994 : L'Incruste d' Emilie Deleuze : Ariane
- 1996 : La Dernière Fête de Pierre Granier-Deferre: Marie
- 1996 : Cubic de Thomas Chabrol
- 1996 : Je m'appelle Régine de Pierre Aknine : Régine
- 1997 : Bonjour Antoine de Radu Mihaileanu: Clémentine
- 1997 : Highlander, episodi Suspects irréprochables dirigit per Dennis Berry : Marie
- 1999 : Vérité oblige, episodi L'Avocat du dible dirigit per Claude-Michel Roma : Claire Forestier
- 1999 : Florence Larrieu: Le juge est une dona, episodi La Face cachée dirigit per Pierre Boutron : Catherine de Mornay
- 1999 : Juliette de Jérôme Foulon : Juliette
- 2000 : Julieta: service(s) compris de Jérôme Foulon : Juliette
- 2002 : Le Jeune Casanova de Giacomo Battiato : Elisabetta
- 2002 : El secret de la bella de mai[7] (Le Secret de la belle de mai) de Patrick Volson : Alice
- 2002 : Traquée per Steve Suissa : Emmanuelle / Céline
- 2003 : Un homme par hasard d'Édouard Molinaro: Léa Faber
- 2003 : Daddy de Giacomo Battiato : Catherine Lamiel
- 2004 : Petits Mythes urbains, episodi À tout prendre dirigit per Yzabel Dzisky : la noia bonica
- 2004 : Zodíac[8] (Zodiaque) minisèrie dirigida per Claude-Michel Roma : Esther Delaître
- 2005 : À la poursuite de l'amour de Laurence Katrian : Camille
- 2006 : Cor de pirata[9] (La belle et le Pirate) de Miguel Alexandre: Elisabeth Preen
- 2006 : Zodíac 2: El mestre del zodíac[8] (Le Maître du Zodiaque) minisèrie dirigida per Claude-Michel Roma : Esther Delaître
- 2007 : Caravaggio d' Angelo Longoni : Fillide Melandroni
- 2008 : Un admirateur secret de Christian Bonnet : Laura
- 2008 : La Vie à une de Frédéric Auburtin : Élisa
- 2009 : Éternelle, mini-sèrie dirigida per Didier Delaître : Elle
- 2009 : Beauté fatale of Claude-Michel Rome : Alice Grant
- 2010 : Le Pigeon de Lorenzo Gabriele : Victoire de Moustier
- 2010- 2012 : Les Edelweiss, sèrie dirigida per Stéphane Kappes : Anne-Sophie
- 2011 : Dans la peau d'un grande de Pascal Lahmani : Olivia
- 2011 : La Nouvelle Blanche-Neige de Laurent Bénégui : Gabrielle, la bruixa
- 2011 : Jusqu'au bout du monde de Gilles de Maistre : Virginie
- 2013 : Nom de code: Rose d' Arnauld Mercadier : Margot Chapelier
- 2014 : La Dernière Échappée de Fabien Onteniente : Valérie Fignon
- 2016 : L'Inconnu de Brocéliande de Vincent Giovanni : Marie Delorme
- 2018 : La Soif de vivre de Lorenzo Gabriele : Lisa
- 2018 : Insoupçonnable, minisèrie dirigida per Éric Valette, Christophe Lamotte i Fred Garson : Muriel Brodsky
- 2018 : Les Secrets, minisèrie dirigida per Christophe Lamotte : Sarah
- 2019 : Infidèle, minisèrie dirigida per Didier Le Pêcheur : Emma Sandrelli
- 2021 : Harcelés d'Olivier Barma : Isabelle Pradier
- 2021 : Le Furet de Thomas Sorriaux : Lisa Barrot
- 2022 : Vise le cœur, mini-série de Vincent Jamain : Julie Scola
- 2022 : Menace sur Kermadec de Bruno Garcia : Marie Breguet

## Discografia
- 2011: Où il pleuvra